# Лафаєтт (округ Чіппева, Вісконсин)
Лафаєтт (англ. Lafayette) — місто (англ. town) в США, в окрузі Чиппева штату Вісконсин. Населення — 6197 осіб (2020).

## Демографія
Згідно з переписом 2010 року, у місті мешкало 5765 осіб у 2273 домогосподарствах у складі 1773 родин. Було 2514 помешкання
Расовий склад населення:
| - 97,6 % — білих - 0,5 % — корінних американців - 0,5 % — азіатів - 0,3 % — чорних або афроамериканців |

До двох чи більше рас належало 1,0 %. Частка іспаномовних становила 0,8 % від усіх жителів.
За віковим діапазоном населення розподілялося таким чином: 22,9 % — особи молодші 18 років, 63,3 % — особи у віці 18—64 років, 13,8 % — особи у віці 65 років та старші. Медіана віку мешканця становила 43,7 року. На 100 осіб жіночої статі у місті припадало 102,8 чоловіків;  на 100 жінок у віці від 18 років та старших — 101,4 чоловіків також старших 18 років.
Середній дохід на одне домашнє господарство  становив 81 757 доларів США (медіана — 72 015), а середній дохід на одну сім'ю — 92 539 доларів (медіана — 82 039). Медіана доходів становила 60 195 доларів для чоловіків та 36 798 доларів для жінок. За межею бідності перебувало 4,7 % осіб, у тому числі 2,1 % дітей у віці до 18 років та 7,1 % осіб у віці 65 років та старших.
Цивільне працевлаштоване населення становило 3286 осіб. Основні галузі зайнятості: виробництво — 22,7 %, освіта, охорона здоров'я та соціальна допомога — 21,1 %, роздрібна торгівля — 11,8 %, фінанси, страхування та нерухомість — 8,1 %.